# Escola francesa de Luxemburg
L'Escola francesa de Luxemburg (en francès: École française du Luxemburg, EFL) es va establir el 1993 en el barri de Limpertsberg a la ciutat de Luxemburg. L'any 2014, va ser seu de 620 estudiants -20 nacionalitats-, en 26 classes d'infantil i primària, supervisats per un cos docent de 38 professors i 20 ajudants. L'escola va ser homologada pel Ministeri d'Educació francès.
L'escola ofereix vuit anys d'educació entre l'escola bressol PS (3-4 anys) i CM2 (10-11 anys). Des de la secció GS (5-6 anys), l'alemany s'ensenya com la primera llengua estrangera obligatòria, 3 cops a la setmana; l'anglès s'afegeix des de CM1 (9-10 anys).
Està situada a l'avinguda de la Faiencerie, núm. 188, de la ciutat de Luxemburg. El 2015, l'Estat de Luxemburg ha començat la construcció a Gasperich d'un campus de llengua francesa que inclourà totes les classes des de l'escola bressol fins al final d'estudis, amb capacitat per a uns 2.000 alumnes.